# NGC 4489
NGC 4489 é uma galáxia elíptica (E) localizada na direcção da constelação de Coma Berenices. Possui uma declinação de +16° 45' 33" e uma ascensão recta de 12 horas, 30 minutos e 52,2 segundos.
A galáxia NGC 4489 foi descoberta em 21 de Março de 1784 por William Herschel.